# Kei Cozzolino
Kei Cozzolino (ur. 9 listopada 1987 roku w Tokio) – japoński kierowca wyścigowy.

## Kariera
Cozzolino rozpoczął karierę w międzynarodowych wyścigach samochodowych w 2007 roku od startów w Japońskiej Formule Challenge, gdzie odniósł jedno zwycięstwo. Z dorobkiem 74 punktów uplasował się na dziewiątej pozycji w klasyfikacji generalnej. W późniejszych latach pojawiał się także w stawce Grand Prix Makau, Japońskiej Formuły 3, Formuły Nippon oraz World Touring Car Championship.
W World Touring Car Championship wystartował podczas rundy w Makau w sezonie 2012 z włoską ekipą ROAL Motorsport. Uplasował się odpowiednio na dwudziestej i dziewiętnastej pozycji.